# Hauconcourt
Hauconcourt är en kommun i departementet Moselle i regionen Grand Est (tidigare regionen Lorraine) i nordöstra Frankrike. Kommunen ligger i kantonen Maizières-lès-Metz som tillhör arrondissementet Metz-Campagne. År 2022 hade Hauconcourt 589 invånare.

## Befolkningsutveckling
Antalet invånare i kommunen Hauconcourt
| Referens: INSEE |